# Sour (album)
A Sour (stilizálva: SOUR) Olivia Rodrigo debütáló albuma, amely 2021. május 21-én jelent meg. Az album szerzője és producere Rodrigo és Daniel Nigro voltak. A Sour stílusát tekintve főként pop és alt-pop, pop-punk elemekkel.
A Sourt méltatták a zenekritikusok, akik egy kiemelkedő debütálásnak nevezték, kiemelve Rodrigo zenei sokoldalúságát. Az albumról öt kislemez jelent meg. Az első, a Drivers License az év egyik legsikeresebb dala lett, első helyen debütált a Billboard Hot 100-on és nyolc hetet töltött a lista élén. Ezt a Deja Vu követte, amely a nyolcadik helyen debütált, majd felkúszott egészen a harmadikig. A Good 4 U, az album harmadik kislemeze egy héttel a Sour előtt jelent meg, nemzetközi sláger lett és szintén az első helyen nyitott a listán. Ezzel Rodrigo lett az első előadó, akinek bemutatkozó nagylemezéről két dal is az Egyesült Államok hivatalos slágerlistájának élén debütált. A negyedik single a Traitor lett, miután ez bizonyult a legsikeresebbnek az album további dalai közül. Ötödik kislemezként pedig a Brutal jelent meg, amely szintén igen nagy népszerűségre tett szert, noha a Happier, Jealousy, Jealousy és Favorite Crime című dalok sok szempontból nagyobb sikert arattak.

## Háttér
Rodrigo színészi karrierje során vett fel dalokat, többek között az All I Wantot a High School Musical: The Musical: The Series-hez, amely arany minősítést kapott az Amerikai Hanglemezgyártók Szövetségétől (RIAA). 2020-ban Rodrigo leszerződött a Geffen Records lemezkiadóval, hogy 2021-ben kiadja debütáló középlemezét. Daniel Nigro kezdett el vele dolgozni a dalszövegeken. A páros nem sokkal azt követően találkozott először, hogy a Covid19-pandémia megkezdődött az Egyesült Államokban. Debütáló kislemezét, a Drivers License-t 2021. január 8-án adta ki, nem várt sikerrel. A Billboard szerint minden idők egyik legdominánsabb kislemeze a Hot 100 slágerlistán. Nyolc hetet töltött a lista első helyén.
Rodrigo 2021. április 1-én adta ki második kislemezét, a Deja Vut. Kislemezeinek sikerét látva bejelentette, hogy középlemez helyett egy teljes stúdióalbumot fog kiadni.
Április 1-én Rodrigo bejelentette, hogy a debütáló albuma május 21-én fog megjelenni. Április 13-án mondta el az album címét, a számlistát és az albumborítót. Az album 2021. május 21-én jelent meg digitális letöltésként, hanglemezen, CD-n és streaming platformokon.

## Számlista
| Sour  | Sour                         | Sour                               | Sour  | Sour | Sour | Sour | Sour | Sour | Sour |
|       | Cím                          | Szerző(k)                          | Hossz |      |      |      |      |      |      |
| ----- | ---------------------------- | ---------------------------------- | ----- | ---- | ---- | ---- | ---- | ---- | ---- |
| 1.    | brutal                       | Olivia Rodrigo Daniel Nigro        | 2:23  |      |      |      |      |      |      |
| 2.    | traitor                      | Rodrigo Nigro                      | 3:49  |      |      |      |      |      |      |
| 3.    | drivers license              | Nigro                              | 4:02  |      |      |      |      |      |      |
| 4.    | 1 step forward, 3 steps back | Rodrigo Taylor Swift Jack Antonoff | 2:43  |      |      |      |      |      |      |
| 5.    | deja vu                      | Rodrigo Nigro                      | 3:35  |      |      |      |      |      |      |
| 6.    | good 4 u                     | Rodrigo Nigro                      | 2:58  |      |      |      |      |      |      |
| 7.    | enough for you               | Rodrigo                            | 3:22  |      |      |      |      |      |      |
| 8.    | happier                      | Rodrigo                            | 2:55  |      |      |      |      |      |      |
| 9.    | jealousy, jealousy           | Rodrigo Nigro Casey Smith          | 2:53  |      |      |      |      |      |      |
| 10.   | favorite crime               | Rodrigo Nigro                      | 2:32  |      |      |      |      |      |      |
| 11.   | hope ur ok                   | Rodrigo Nigro                      | 3:29  |      |      |      |      |      |      |
| 34:41 |                              |                                    |       |      |      |      |      |      |      |

Feldolgozott dalok
- 1 step forward, 3 steps back: New Year's Day (2017), szerezte: Taylor Swift és Jack Antonoff

## Közreműködő előadók
- Olivia Rodrigo – dalszerző (összes), ének (összes), háttérének (összes), co-producer (4, 7), zongora (4)
- Daniel Nigro – dalszerző (1–3, 5–6, 9–11), producer (összes), felvételek (összes), elektromos gitár (1–2, 5–6), akusztikus gitár (1–2, 5–7, 10), dob programozás (1–3, 5–6, 8–9, 11), szintetizátor (1, 3, 6, 8–9), háttérének (1–3, 5–6, 8–9, 11), zongora (2–3, 8–9), Juno 60 (2, 5, 7, 10), B3 orgona (2), basszusgitár (3–10), ütőhangszerek (3, 5), orgona (4, 11), Wurlitzer (5), gitár (8–9), keverés (11)
- Erick Serna – basszusgitár (1), elektromos gitár (1)
- Ryan Linvill – Wurlitzer (1), dob programozás (1, 2), szintetizátor (2), basszusgitár (2, 11), fuvola (5), szaxofon (5, 10), hangmérnök (6, 7, 10), programozás (8), akusztikus gitár (11)
- Paul Cartwright – hegedű (1, 8), brácsa (1, 8)
- Dan Viafore – hangmérnök (3–5, 8–9, 11)
- Taylor Swift – dalszerző (4)
- Jack Antonoff – dalszerző (4)
- Jam City – orgona (5), gitár (5), producer (9), dob programozás (9), szintetizátor (9)
- Sterling Laws – dob felvételek (5, 9)
- Chis Kaych – dob hangmérnök (5, 9)
- Jasmine Chen – dob hangmérnök (5, 9)
- Alexander 23 – co-producer (6), elektromos gitár (6), basszusgitár (6), dob programozás (6), háttérének (6)
- Kathleen – háttérének (8)
- Casey Smith – dalszerző (9)
- Sam Stewart – gitárok (11)
- Mitch McCarthy – keverés (1–10)
- Randy Merrill – master (összes)

## Kiadások
| Region              | Date                                 | Formátum(ok)                                                | Kiadó                 | For.   |
| ------------------- | ------------------------------------ | ----------------------------------------------------------- | --------------------- | ------ |
| Világszerte         | 2021. május 21.                      | - díszdoboz - kazetta - CD - digitális letöltés - streaming | Geffen                | [ 15 ] |
| Ausztrália          | 2021. május 21.                      | CD                                                          | Geffen                | [ 16 ] |
| Ausztrália          | 2021. május 21.                      | CD                                                          | Geffen                | [ 17 ] |
| Japán               | 2021. június 2.                      | CD                                                          | Universal Music Japan | [ 18 ] |
| Japán               | 2021. június 2.                      | CD                                                          | Universal Music Japan | [ 19 ] |
| Világszerte         | 2021. augusztus 20.                  | LP                                                          | Geffen                | [ 20 ] |
| Ausztrália          | 2021. augusztus 20.                  | LP                                                          | Geffen                | [ 20 ] |
| 2021. augusztus 28. | LP (JB Hi-Fi exclusive blue edition) | [ 21 ]                                                      | Geffen                |        |